# Шпис, Лео
Лео Шпис (нем. Leo Spies; 4 июня 1899, Москва — 1 мая 1965, Аренсхоп) — немецкий композитор и дирижёр. Член Академии искусств ГДР (1952). Лауреат Национальной премии ГДР (1956).

## Биография
Выходец из России. Образование получил в Москве. Вместе с семьёй эмигрировал в Дрезден. В 1916—1917 годах учился музыке в Королевской академии художеств в Берлине у Энгельберта Хумпердинка и Роберта Кана.
В начале своей карьеры работал репетитором в разных немецких театрах и студии Universum Film AG. В конце 1920-х годов стал участником кружка композитора Ханса Эйслера и рабочего хорового движения, для которого написал несколько хоровых произведений.
С 1928 по 1935 год работал дирижёром и музыкальным руководителем балета Берлинской государственной оперы, в 1935—1944 годах — Немецкой оперы. Затем с 1947 по 1954 год был дирижёром Komische Oper.
Похоронен на Доротеенштадтском кладбище в Берлине.
Брат Вальтер — художник, сестра Дэзи — артистка балета.

## Творчество
На творчество Л. Шписа, как композитора, оказали влияние русский романтизм и музыкальные произведения Леоша Яначека. Л. Шпис сочинял произведения практически всех классических жанров: балеты, концерты, симфонии, камерную музыку, фортепианные сонаты и хоровую музыку.
Он автор балетов «Аполлон и Дафна» (1936, Берлин), «Der Stralauer Fischzug» (1936), «Seefahrt» (1937), «Die Sonne lacht» (1942), «Pastorale» (1943), «Don Quijote» (1944), «Любящие из Вероны» (1944, Лейпциг); кантат, в том числе, «Турксиб» (1932), «Красная площадь» (1957), «Г. Димитров» (1962); 2-х симфоний; концертов для инструментов с оркестром; камерно-инструментальных ансамблей и др.